# 莫伊角
莫伊角（英語：Moe Point），是南極洲的海岬，位於帕爾默地，處於克魯姆冰川以南的史密斯灣西南部，在1974年由美國地質調查局繪入地圖，現時由南極條約體系管理。